# 19e bataillon autonome de tirailleurs sénégalais
 (novembre 2011).
Si vous disposez d'ouvrages ou d'articles de référence ou si vous connaissez des sites web de qualité traitant du thème abordé ici, merci de compléter l'article en donnant les références utiles à sa vérifiabilité et en les liant à la section « Notes et références ».
Le 19e Bataillon de Autonome de Tirailleurs Sénégalais (19e BATS) a été créé au Camp de Souge (Gironde) le 25 mai 1940.

## Création et différentes dénominations
- 19/05/1940: Formation du 19e Bataillon de Autonome de Tirailleurs Sénégalais au Camp de Souge

## Historique des garnisons, combats et batailles du19eBTS
Il est engagé sur le front Nord-Est lors du repli sur la Loire et le Cher et combat notamment à Gien où il renforce la 87e Division d'Infanterie d'Afrique.
Le 18 juin, il forme au Camp de Grand-Val (Loiret) avec le 18e Régiment de Tirailleurs Algériens un Groupement mixte au sein de la 87e Division d'Infanterie d'Afrique (7e Armée, Groupe d'Armées no 3) qui se replie en ordre jusque sur la Vienne, vers Saint-Junien.

### Sources et bibliographie
- La 87e DIA sur l'Ailette (1940)